# Легия (Раковски)
Легия АД е част от белгийската модна корпорацията Каролин Бис (Caroline Biss). Дружеството е наследник на Районно предприятие „Георги Стойков Раковски“ в град Раковски.

## История
В началото на 1948 г. в село Генерал Николаево е създадено общинско стопанско предприятие което обединява национализираните през декември 1947 г. предприятия с местно значение – дарак и мелница „Петрови“, мелница „Хачик Парсиняк“, петмезоварна „Йозо Четов“ и пивниците в общината. През 1950 г. предприятието минава към учредения околийски промкомбинат „Сребро Бабаков“. От 1 януари 1955 г. филиалът на промкомбината в с. Генерал Николаево е обособен в самостоятелно предприятие „Първи май“, което включва около 45 обекта с различен предмет на дейност - коларо-железарски работилници, керамична фабрика, каменни кариери, варници, мелници и ярмомелки, дърводелски работилници, банциг, дарак, шивашки, обущарски и сарашки работилници, и др. През 1970 г. е създадена Стопанска дирекция „Местна промишленост и комунално-битови услуги“ със седалище Пловдив. На нейно подчинение преминава и предприятие „Първи май“ от град Раковски. По това време в шивашкия цех работят около 60 души, настанени в две помещения на бившата мелница. През 1971-1972 г. клонът в Раковски разширява своята дейност и включва производство на нов вид капачки. За две години ангажираните в клона работници достигат 400 души.
През 1977 г. клонът на „Битови услуги“ в град Раковски получава ново име Районно предприятие „Георги Стойков Раковски“. През лятото на 1978 г. шивашката дейност се пренася в новата база на предприятието. През 1983 г. в предприятието работят около 700 души в следните цехове – шивашки, „Нестандартно оборудване“, капачки, метални изделия, павилиони и др. През 80-те години продукция на предприятието се изнася за Федерална Германия и други страни. От 1 юли 1988 г. предприятието е обособено като самостоятелно юридическо лице, а от май 1989 г. то е регистрирано като Общинска фирма „Легия“.

## Наименования
- ДП „Първи май“ – Раковски (1970–1971)
- Клон „Битови услуги“ – Раковски (1971–1976)
- РП „Г. С. Раковски“ – Раковски (1977–1989)
- Общинска фирма „Легия“ – Раковски (1989–1992)
- „Легия“ ЕООД – Раковски (1992–1998)
- „Легия“ ЕАД – Раковски (1998–2000)

## Приватизация
През 2000 г. общинска фирма „Легия“ е приватизирана и новият ѝ собственик е белгийската холдингова компания „Лимако“ като фирмата е част от веригата за бутикови облекла „Каролин“. По това време в дружеството работят около 400 души.